# Chernianka
Chernianka (ruso: Черня́нка) es un asentamiento de tipo urbano de Rusia, capital del raión homónimo en la óblast de Bélgorod.
En 2021, el territorio del asentamiento tenía una población de 15 067 habitantes, de los cuales 14 896 vivían en el propio asentamiento y el resto repartidos en dos pedanías: los jutorá de Rayevka y Zaréchnoye.
Se ubica a orillas del río Oskol, unos 20 km al norte de Novi Oskol sobre la carretera R188 que lleva a Stari Oskol. La R188 se cruza aquí con la carretera que une Korocha con Ostrogozhsk.

## Historia
Tiene su origen en un conjunto de pequeñas localidades rurales que en el siglo XVIII pertenecían al uyezd de Novi Oskol. Estas pequeñas localidades rurales fueron uniéndose en un asentamiento unificado en el siglo XIX, cuando se abrieron fábricas de papel, azúcar, telas y ladrillos, además de una estación de ferrocarril en la línea de Yelets a Valuiki. La mayoría de los habitantes eran originalmente ucranianos, y en la década de 1920 la Unión Soviética fomentó aquí el uso del idioma ucraniano como parte de la política de korenización.
Adoptó estatus de asentamiento de tipo urbano en 1958, cuando ya tenía casi nueve mil habitantes. En las décadas posteriores creció notablemente por su cercanía a Stari Oskol, Gubkin y Novi Oskol, hasta superar los quince mil habitantes en el censo de 2002. Aunque la mayoría de los nuevos habitantes que han llegado en esta época son de origen étnicamente ruso, la influencia histórica ucraniana se conserva en el asentamiento, donde el idioma de uso corriente es el súrzhik.